# 灰重石
灰重石（かいじゅうせき、scheelite、シェーライト、または、シーライト）とは、タングステン酸とカルシウムとの塩を成分とした鉱物である。このため、タングステン酸塩鉱物に分類される。灰重石の英語名「scheelite」は、本鉱を研究したカール・ヴィルヘルム・シェーレ（K.W. Scheele）にちなむ。

## 性質
灰重石はペグマタイトやスカルン鉱床に産する。
紫外線が照射されると、灰重石は青白い蛍光を発する事で有名である。しかし、一部には蛍光しない物も見られる。また、黄色の蛍光を呈する物もある。パウエル石（CaMoO4）が含まれる事が原因とされる。

## 用途
灰重石の化学組成はタングステン酸カルシウム（CaWO4）であり、鉄重石（FeWO4）と共に、タングステンの主要な鉱石鉱物として知られる。日本では、山口県の喜和田鉱山、京都府の大谷鉱山などで鉱石として採掘されていた。
また、灰重石は耐久性が低いものの、透明度の高い石は、好事家が宝石として保存する場合も見られる。

## 合成品
タングステン酸のカルシウム塩を人工的に合成し、無色透明の物をダイヤモンドのイミテーションとして使う場合があり、さらに、着色に必要な金属元素を混ぜて他の宝石のイミテーションとして使う場合もある。参考までに、屈折率は1.92から1.93程度であり、複屈折量は0.017である。